# Казимир I Варшавський
Казимир I Варшавський (між 1320 і 1331 — 1355) — князь Равський і Черський у 1341—1349 роках, Варшавський в 1341—1355 роках.

## Біографія
Походив з Мазовецьких П'ястів. Молодший син князя Тройдена Черського і Марії Галицької (доньки Юрія I, короля русі). Народився між 1320 і 1331 роками. У 1341 році після смерті батька разом зі своїм старшим братом Земовитом III отримав в спільне володіння Черське князівство і Варшавський домен. У 1345 році після смерті свого стрийка Земовита II, князя Мазовецькогоі Равського, разом з братом успадкував володіння останнього. Фактично Казимир I спільно з Земовитом III став панувати в Мазовецькому князівстві (окрім Плоцька).
У 1349 році після нового розділу батьківського князівства Казимир I отримав в Варшавське князівство, поступившись Равським і Черським на користь брата. У 1351 році після смерті свого бездітного стриєчного брата, князя плоцького і сохачевського Болеслава III, разом з братом Земовитом III отримав в спільне володіння Сохачевським домен. У вересні того року князь варшавський вимушений був визнати зверхність короля Казимира III. Натомість отримали в управління Плоцьке князівство з обіцянкою, якщо у короля не буде нащадків чоловічої статті, то це князівство перейде до Казимира I і Земовита III. Але брати також сплатили 2 тис. гривен, оскільки польський король потребував грошей.
Помер 26 листопада або 5 грудня 1355 року. Його володіння успадкував старший брат Земовит III.